# Felix Lohkemper
Felix Lohkemper (Wetzlar, 1995. január 26. –) német korosztályos válogatott labdarúgó, aki jelenleg az VfB Stuttgart második csapatának támadója.

## Pályafutása
2009-ben az SV Kickers Büchig csapatától került a Karlsruher SC akadémiájára, majd egy év múlva a VfB Stuttgart akadémiájára. 2012. december 15-én debütált a második csapatban az egykori nevelő egyesülete a Karlsruher SC elleni 3-1-re megnyert 3. Ligás mérkőzésen, amikor a 68. percben Christoph Hemlein cseréjeként pályára lépett.

## Válogatott
2010. október 17-én debütált a német U16-os labdarúgó-válogatottban az Északír U16-os labdarúgó-válogatott elleni felkészülési mérkőzésen. 2011. november 12-én az U17-es válogatottban mutatkozott be az Azeri U17-es labdarúgó-válogatott ellen és a válogatott harmadik gólját szerezte meg, valamint jó maga első gólját. A német U17-es labdarúgó-válogatottal részt vett a 2012-es U17-es labdarúgó-Európa-bajnokságon, amelyet Szlovéniában rendeztek meg. 2012. november 14-én a német U18-as labdarúgó-válogatottban is megszerezte első gólját az olasz U18-as labdarúgó-válogatott elleni mérkőzésen.
Részt vett az U19-es labdarúgó válogatottal a Magyarországon megrendezésre kerülő 2014-es U19-es labdarúgó-Európa-bajnokságon, ahol aranyérmesként zárt a válogatottal.

## Sikerei, díjai
- Németország U19
  - U19-es labdarúgó-Európa-bajnokság: 2014